# 頭彩冤家
《頭彩冤家》是一部2008年上映的浪漫喜劇，由卡麥蓉·狄亞兹、艾希頓·庫奇主演，20世紀福斯電影公司發行。電影的英文名稱「What Happens in Vegas」是以拉斯維加斯的城是行銷口號「What happens in Vegas, stays in Vegas」為命名。

## 票房表現
在上映的第一個周末，在全美以及加拿大3125個影廳，該片總計獲得了$20,172,474美金的票房表現，為當週的票房亞軍（第一名是鋼鐵人）。到2008年8月26為止，該片全球的票房表現為$219,375,797美金（美加地區共$80,250,204；其他地區計$131,350,000美金）

## 外部連結
- 開眼電影網上《頭彩冤家》的資料（繁體中文）
- 豆瓣电影上《情迷拉斯维加斯》的資料 （简体中文）
- 时光网上《情迷拉斯维加斯》的資料（简体中文）
- AllMovie上的资料（英文）
- 爛番茄上的資料（英文）
- Box Office Mojo上的資料（英文）
- TCM电影资料库上的资料（英文）
- Metacritic上的資料（英文）
- 互联网电影数据库（IMDb）上的资料（英文）